# Wikipédia en bouriate
Wikipédia en bouriate (en bouriate de Russie : Буряад Википеэди [Buryaad Vikipjeedi]) est l’édition de Wikipédia en bouriate, langue mongolique parlée principalement en  Bouriatie en Russie. L'édition est lancée en mars 2006, et dans les faits en juin 2006,,,. Son code est : bxr.
Au 20 mars 2025, l'édition en bouriate de Russie contient 2 854 articles et compte 16 501 contributeurs, dont 20 contributeurs actifs et 2 administrateurs.

## Présentation

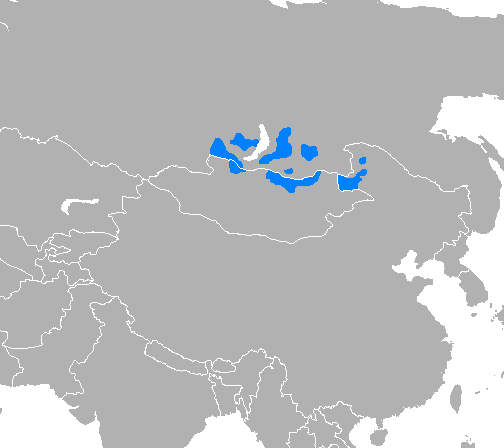
Aire de diffusion du bouriate.

## Statistiques
- Le 12 mars 2015 l'édition en bouriate de Russie compte 1 279 articles et 5 956 utilisateurs enregistrés[6], ce qui en fait la 223e[7] édition linguistique de Wikipédia par le nombre d'articles et la 206e[8] par le nombre d'utilisateurs enregistrés, parmi les 287 éditions linguistiques actives.
- Le 24 septembre 2022 elle contient 2 773 articles et compte 13 944 contributeurs, dont 24 contributeurs actifs et 1 administrateur.
- Le 26 septembre 2024 elle contient 2 831 articles et compte 16 068 contributeurs, dont 16 contributeurs actifs et 2 administrateurs.